# Mariano Sáez Morilla
Mariano Sáez Morilla (Albacete, 1897 — Ripa, Navarra, 10 de fevereiro de 1937) advogado, catedrático e político espanhol residente em Navarra.